# جرمی سارمینتو
جرمی سارمینتو (انگلیسی: Jeremy Sarmiento؛ زادهٔ ۱۶ ژوئن ۲۰۰۲) بازیکن فوتبال اهل اسپانیا است که در پست هافبک برای باشگاه فوتبال برایتون در لیگ برتر انگلستان و تیم ملی فوتبال اکوادور بازی می‌کند.
وی همچنین در تیم‌های ملی فوتبال زیر ۱۶ سال، زیر ۱۷ سال و زیر ۱۸ سال انگلستان و در نهایت تیم ملی بزرگسالان اکوادور بازی کرده‌است.

## تیم ملی

### رده‌های پایه: انگلستان
سارمینتو در اسپانیا از پدر و مادری اکوادوری به دنیا آمد و در سن ۷ سالگی به انگلیس نقل مکان کردند. او بازیکن تیم ملی فوتبال زیر ۱۷ سال انگلستان در مسابقات قهرمانی اروپا زیر ۱۷ در سال ۲۰۱۹ بود. در اکتبر ۲۰۱۹، سارمینتو گل پیروزی تیم ملی فوتبال زیر ۱۸ سال انگلستان را در پیروزی ۳–۲ خارج از خانه مقابل اتریش به ثمر رساند.

### بزرگسالان: اکوادور
سارمینتو برای اولین بار در اکتبر ۲۰۲۱ برای بازی‌های مقدماتی جام جهانی ۲۰۲۲ مقابل بولیوی، ونزوئلا و کلمبیا به تیم ملی اکوادور دعوت شد. او اولین بازی خود را در پیروزی ۳–۰ مقابل بولیوی در ۷ اکتبر ۲۰۲۱ انجام داد.

## افتخارات

### فردی
برایتون
- بهترین بازیکن جوان سال برایتون (۱): ۲۰۲۲–۲۰۲۱